# Мусульманська асоціація скаутів Лівану
Мусульманська скаутська асоціація Лівану (араб. جمعية الكشاف المسلم في لبنان) була створена в 1912 році, перший скаутський рух в Лівані та Арабському світі.

## Історія
Мохаммад Абдул Джаббар Хайрі був засновником скаутського руху в Лівані, один із трьох індіанців, які шукали освіту в університетах Бейрута. Під час подорожі до Великої Британії, скаутський рух викликав інтерес у Мохаммада Хайрі.
Про створення османського скаутського руху було оголошено в 1912 році.
У 1914 році почалася Перша світова війна, Хайрі покинув Бейрут, тому Мохаммед Омар Мнеймне взяв на себе керівництво рухом за участі Мохейддіна Нсулі, Бахаельддіна Таббаха та Саїда Сінно в управлінні скаутським рухом школи.
У 1915 році Мохаммад Омар Мнеймне поїхав до Стамбула служити в армії, тому рух зупинився.
Після війни рух був відроджений Мохаммедом Саїдом, Абдулою Даббусом, Мохейддіном та Абдул Рахманом Коронфолом та Омаром Онссі, за підтримки Саадулли Ітані, і отримав назву «Сирійський розвідник».
Перша конституція була прийнята 30 вересня 1920 р .; назва змінена на Мусульманську асоціацію скаутів. 29 червня 1921 р. Мусульманська асоціація скаутів розпочала свою діяльність під цією назвою.
З 12 грудня 1934 року асоціація зарекомендувала себе як захисник моралі та принципів, а також ідеалів.
На гербі Мусульманської асоціації скаутів Лівану  рука з вивернутою долонею, пов'язана з п'ятьма стовпами ісламу.